# Krisztián Takács
Krisztián Takács (Boedapest, 30 december 1985) is een Hongaarse zwemmer. Hij vertegenwoordigde zijn vaderland op de Olympische Zomerspelen 2004 in Athene, op Olympische Zomerspelen 2008 in Peking en de Olympische Zomerspelen 2012 in Londen.

## Carrière
Bij zijn internationale debuut, op de Olympische Zomerspelen van 2004 in Athene, strandde Takács in de series van de 50 meter vrije slag.
Tijdens de Europese kampioenschappen zwemmen 2006 in Boedapest werd de Hongaar uitgeschakeld in de halve finales van de 50 meter vrije slag en in de series van zowel de 100 meter vrije slag als de 50 meter vlinderslag. Op de 4x100 meter vrije slag strandde hij samen met Balázs Makány, István Fekete en Attila Zubor in de series.
Op de Europese kampioenschappen kortebaanzwemmen 2007 in Debrecen werd Takács uitgeschakeld in de halve finales van de 50 meter vrije slag en in de series van zowel de 100 meter vrije slag als de 50 meter vlinderslag.
In Eindhoven nam de Hongaar deel aan de Europese kampioenschappen zwemmen 2008. Op dit toernooi strandde hij in de halve finales van de 50 meter vrije slag en in de series van zowel de 100 meter vrije slag als de 50 meter vlinderslag. Samen met Norbert Kovács, Péter Nagy en Balázs Gercsák eindigde hij als achtste op de 4x200 meter vrije slag, op de 4x100 meter wisselslag werd hij samen met Péter Nagy, Richárd Bodor en Norbert Kovács uitgeschakeld in de series. Tijdens de Olympische Zomerspelen van 2008 in Peking strandde Takács in de halve finales van de 50 meter vrije slag. Op de Europese kampioenschappen kortebaanzwemmen 2008 in Rijeka werd de Hongaar uitgeschakeld in de series van zowel de 50 en de 100 meter vrije slag als de 50 meter vlinderslag. Samen met László Cseh , Dániel Gyurta en Norbert Kovács strandde hij in de series van de 4x50 meter wisselslag.

### 2009-heden
In Rome nam Tákacs deel aan de wereldkampioenschappen zwemmen 2009. Op dit toernooi werd hij, na een swim-off tegen George Bovell, uitgeschakeld in de halve finales van de 50 meter vrije slag, op de 50 meter vlinderslag strandde hij in de series. Tijdens de Europese kampioenschappen kortebaanzwemmen 2009 in Istanboel eindigde de Hongaar als zevende op de 100 meter vrije slag en als achtste op de 50 meter vrije slag, daarnaast werd hij uitgeschakeld in de series van de 50 meter vlinderslag.
Op de Europese kampioenschappen zwemmen 2010 in Boedapest strandde Takács in de halve finales van zowel de 50 en de 100 meter vrije slag als de 50 meter vlinderslag. Op de 4x100 meter vrije slag eindigde hij samen met Dominik Kozma, László Cseh en Balázs Makány op de zesde plaats. In Eindhoven nam de Hongaar deel aan de Europese kampioenschappen kortebaanzwemmen 2010. Op dit toernooi eindigde hij als achtste op de 50 meter vrije slag, daarnaast werd hij uitgeschakeld in de halve finales van de 100 meter vrije slag en in de series van de 50 meter vlinderslag.
Tijdens de wereldkampioenschappen zwemmen 2011 in Shanghai eindigde Takács als zesde op de 50 meter vrije slag. Op de Europese kampioenschappen kortebaanzwemmen 2011 in Szczecin veroverde de Hongaar de bronzen medaille op de 100 meter vrije slag, daarnaast eindigde hij als zesde op de 50 meter vrije slag en strandde hij in de series van de 50 meter vlinderslag.

## Internationale toernooien
| Jaar | Olympische Spelen                        | WK langebaan                                                | WK kortebaan                                               | EK langebaan | EK kortebaan                                                                    |
| ---- | ---------------------------------------- | ----------------------------------------------------------- | ---------------------------------------------------------- | --- | ------------------------------------------------------------------------------- |
| 2004 | 32e 50m vrije slag                       |                                                             | geen deelname                                              | geen deelname | geen deelname                                                                   |
| 2005 |                                          | geen deelname                                               |                                                            | | geen deelname                                                                   |
| 2006 |                                          |                                                             | geen deelname                                              | 15e 50m vrije slag 51e 100m vrije slag 40e 50m vlinderslag 13e 4x100m vrije slag                                    | geen deelname                                                                   |
| 2007 |                                          | geen deelname                                               |                                                            | | 9e 50m vrije slag 35e 100m vrije slag 25e 50m vlinderslag                       |
| 2008 | 9e 50m vrije slag                        |                                                             | geen deelname                                              | 11e 50m vrije slag 50e 100m vrije slag 24e 50m vlinderslag 8e 4x200m vrije slag 18e 4x100m wisselslag               | 22e 50m vrije slag 42e 100m vrije slag 22e 50m vlinderslag 11e 4x50m wisselslag |
| 2009 |                                          | 9e 50m vrije slag 38e 50m vlinderslag                       |                                                            | | 8e 50m vrije slag 7e 100m vrije slag 40e 50m vlinderslag                        |
| 2010 |                                          |                                                             | geen deelname                                              | 9e 50m vrije slag 15e 100m vrije slag 15e 50m vlinderslag 6e 4x100m vrije slag                                      | 8e 50m vrije slag 11e 100m vrije slag 25e 50m vlinderslag                       |
| 2011 |                                          | 6e 50m vrije slag                                           |                                                            | | 6e 50m vrije slag · 100m vrije slag · 45e 50m vlinderslag                       |
| 2012 | 12e 50m vrije slag 14e 4x100m vrije slag |                                                             | 19e 50m vrije slag 22e 100m vrije slag 37e 50m vlinderslag | 9e 50m vrije slag 22e 100m vrije slag 7e 4x100m vrije slag                                                          | 11e 50m vrije slag 9e 100m vrije slag 33e 50m vlinderslag                       |
| 2013 |                                          | 16e 50m vrije slag 24e 100m vrije slag 7e 4x100m wisselslag |                                                            | | 18e 50m vrije slag 46e 100m vrije slag                                          |
| 2014 |                                          |                                                             | geen deelname                                              | 11e 50m vrije slag 29e 100m vrije slag 23e 50m vlinderslag                                                          |                                                                                 |
| 2015 |                                          | 10e 50m vrije slag 33e 100m vrije slag                      |                                                            | | 10e 50m vrije slag 24e 100m vrije slag 6e 4x50m vrije slag 5e 4x50m wisselslag  |
| 2016 | 5-21 augustus 2016                       |                                                             | 7-11 december 2016                                         | 6e 50m vrije slag 39e 100m vrije slag 5e 4x100m vrije slag 5e 4x100m vrije slag gemengd Takács zwom enkel de series |                                                                                 |

## Persoonlijke records
Bijgewerkt tot en met 31 mei 2016

### Kortebaan
| Afstand         | Tijd  | Datum            | Plaats         |
| --------------- | ----- | ---------------- | -------------- |
| 50m vrije slag  | 21,25 | 10 december 2009 | Istanboel      |
| 100m vrije slag | 47,31 | 12 december 2009 | Istanboel      |
| 50m vlinderslag | 23,70 | 14 november 2009 | Százhalombatta |

### Langebaan
| Afstand         | Tijd  | Datum        | Plaats |
| --------------- | ----- | ------------ | ------ |
| 50m vrije slag  | 21,42 | 31 juli 2009 | Rome   |
| 100m vrije slag | 49,29 | 1 juli 2015  | Győr   |
| 50m vlinderslag | 23,95 | 28 juni 2015 | Győr   |